# Campionati mondiali juniores di bob 1997
I Campionati mondiali juniores di bob 1997, undicesima edizione della manifestazione organizzata dalla Federazione Internazionale di Bob e Skeleton, si sono disputati ad Altenberg, in Germania, sulla Rennschlitten- und Bobbahn Altenberg. La località sassone situata al confine con la Repubblica Ceca ha quindi ospitato le competizioni mondiali di categoria per la prima volta nel bob a due uomini e nel bob a quattro.

## Risultati

### Bob a due uomini
La gara si è disputata nell'arco di due manches.
| Pos. | Atleti                       | Nazione  |
| ---- | ---------------------------- | -------- |
|      | André Lange Christoph Heyder | Germania |
|      | René Spies Udo Lehmann       | Germania |
|      | Ivo Rüegg Stefan Bamert      | Svizzera |
| ...  | ...                          | ...      |

### Bob a quattro
La gara si è disputata nell'arco di due manches.
|     | André Lange Christoph Heyder Enrico Kühn Daniel Gärtner | Germania |     |     |
|     | René Spies Udo Lehmann Volker Plass Christoph Dylewski  | Germania |     |     |
|     | Ivo Rüegg Martin Annen Stefan Bamert Marc Kälin         | Svizzera |     |     |
| ... | ...                                                     | ...      | ... | ... |

## Medagliere
| Posizione | Nazione  | Oro | Argento | Bronzo | Totale |
| --------- | -------- | --- | ------- | ------ | ------ |
| 1         | Germania | 2   | 2       | 0      | 4      |
| 2         | Svizzera | 0   | 0       | 2      | 2      |
| Totale    | Totale   | 2   | 2       | 2      | 6      |